# 洪洞大槐树
洪洞大槐树，又称古大槐树，山西大槐树，位于中国山西省临汾市洪洞县城西北二公里的贾村西侧的大槐树公园内，是明朝的一处移民基地。

## 移民历史
元朝建立前的大蒙古国时期，蒙古统治者的屠城政策导致华北许多地方人口稀少。元朝建立后，由于蒙古统治者汉化迟滞，且执行四等人制等民族压迫政策，到元朝末年民族矛盾激化，使河南、山东、河北、皖北等地区“道路皆榛塞，人烟断绝”，汉族人心思变。至正元年（1341年），山东、河北、湖广等地就发生了百余次反元起义，以后反元起义更加频繁，规模也越来越大，至正八年方国珍在台州起义，至正十一年刘福通在颖州起义，号称红巾军，徐寿辉在蕲州起义。至正十二年郭子兴、朱元璋（朱重八）在濠州起义，第二年张士诚也在江苏泰州起义，其后十余年，特别是刘福通的红巾军与元军决战于两淮、河南、山东、河北等地，广大农民纷纷响应，蒙古统治者出其精兵锐将与起义军决战，攻城掠地，掳掠杀人。至正十二年九月元丞相“脱脱破徐州，遂屠其城”，至正十七年、二十一年元军察罕帖木儿部与农民军战，“两战皆败之，斩首万余级”，至正十八年十一月，蒙古军“守顺德，粮绝劫民财、掠牛马、民强壮者令充军，弱者杀而食之”，后来蒙古正规军精兵伤亡殆尽，在色目人将领扩廓帖木儿父子出兵豫、陕、鲁和两淮，红巾军被镇压。在这些战斗中，元帝国军对起义军所占之地，多是“拔其地、屠其城”，使豫、鲁、苏北、皖北之民死亡大道百分之七八十，例如扬州城中当时平民被杀仅剩十八家。 温县牛洼村《牛氏族谱》也载：“兵戮河南，赤地千里。”“春泥归来无栖处，赤地千里少人烟”的境地，甚至出現“禾不入土人相食”的景象。
而山西由于有太行山、吕梁山等天险作屏障，中原的天灾、兵祸几乎没有波及到山西，加之外省难民大量流入，山西成为当时人口最稠密的地区之一。
朱元璋建立明朝后，为解决中原地区人口稀少问题，恢复中原社会生产，下令将山西人口迁徙到中原地区垦荒，这场移民潮被称为洪洞大槐树移民。当时将山西境内的许多移民集中到洪洞大槐树此地领取户部发的勘合，再分批迁编队往其他省份。洪洞县自古以来就设有驿站。当时洪洞县广济寺旁有一株高大的汉代古槐，贯通南北的驿道就从这棵古槐的树荫下通过。官方开始强制移民后，官府在广济寺设立办公点，将百姓聚集在古槐下，编排队伍，发放外迁证件和盘缠。移民上路后忍不住频频回头，直到古槐消失为止，使得洪洞的大槐树成为故乡留给移民的最后印象，也成为了移民后代关于故乡的记忆符号。然而，对于安土重迁的农耕民族，强制移民难接受，因此迁徙途中时有逃跑现象。
根据《明史》、《明实录》、《日知录之余》等史书记载，自洪武六年（1373年）到永乐十五年（1417年）近50年内，先后共计从山西移民18次，其中洪武年间10次，永乐年间8次。这些移民迁往北直隶（河北）、河南、山东、南直隶（江苏,安徽）、湖北、陕西、甘肅、辽宁、吉林、黑龙江等地，500多个府、县。

## 影响

### 地方志记载
在中国北方地区，大量的民间家谱、碑文资料有详细记载，在地方志如《温县志》、《宝丰县志》、《宁阳县志》、《丹凤县志》、《商南县志》、《山阳县志》等都明确记载了在山西洪洞大槐树下集中移民。至今在河北、河南、山东、东北等地区仍流传着一句民谣：“问我老家在何处，山西洪洞大槐树。祖先故居叫什么，大槐树下老鸹窝”。

### 习俗变化
山西一些习俗传播开来，如在寒食节吃冷食、蒸麺燕，是山西人纪念先秦晋国大臣介子推的习俗，随移民来到山东、安徽而流传开来。

### 口音变化
山西官话中普遍入声分阴阳，有两个。有些地方入声分阴、次阳、阳，有三个。现今北方官话普遍把入声派入两个以上不同声调。

## 旅游及文物保护
现在古大槐树为中国国家5A级旅游景区，山西省文物保护单位。“大槐树”是移民史实的见证者，也是移民心目中的老家， 余亚飞诗云：“拔地巨槐冲碧汉，相承一脉密分枝；树身即使高千丈，落叶归根也有期”，每年有20余万人前往景区祭祖。